# Tongariro Nationalpark
Tongariro Nationalpark er den ældste nationalpark i New Zealand. Den ligger i den centrale del af New Zealands nordø. Nationalparken er blevet anerkendt af UNESCO som en af de 24 blandede kulturelle og naturlige steder på Verdensarvslisten.
Tongariro Nationalpark var den fjerde nationalpark etableret i verden. De aktive vulkanske bjerge Ruapehu, Ngauruhoe og Tongariro ligger i parkens centrum.
Inde i parken findes et antal religiøse Maori-områder. Flere af bjergtinderne er tapu, et ord, som beskriver et højt religiøst sted.

## Geografi

### Placering
Tongariro Nationalpark dækker omkring 795,98 km² og den strækker sig mellem 175° 22' og 175° 48' Øst og 38° 58' og 39° 25' Syd i hjertet af New Zealands nordø. Parken ligger 330 km syd for Auckland langs vej, og 320 km nord for Wellington. Den ligger kun få kilometer vest-sydvest for 'Lake Taupo'. Den indeholder en betydelig del af den norlige øs vulkanske plateau. Stik mod øst rejser Kaimanawa bakkerne sig. Mod vest ligger 'Whanganui River', som løber gennem Whanganui nationalpark.
Det meste af parken ligger i Ruapehu-distriktet (Manawatu-Wanganui regionen). Dog ligger den nordøstlige del af parken i Taupo-distriktet (Waikato-regionen eller Hawke's Bay-regionen mod nord).

### Dimension
Tongariro Nationalpark strækker sig omkring området med de tre vulkaner Mount Ruapehu, Mount Ngauruhoe og Mount Tongariro. Pihanga Scenic Reserve, som indeholder Lake Rotopounamu, Mount Pihanga og Mount Kakaramea, og ydersiden af hovedparkområdet, er en del af parken.
På ydersiden af parkens grænser, ligger de små landsbyer 'National Park Village' og Ohakune. Længere væk ligger Turangi, Waiouru og Raetihi. Inden for parkens grænser er de eneste beboelser, de turistbasserede landsbyer Whakapapa og 'Iwikau Village', som ligger i et nærliggende skiområde og udelukkende består af skihytter.
Tongariro Nationalpark er omringet af velbevarede veje, som groft følger parkens grænser og som giver let adgang. Mod vest passerer 'State Highway 4' 'National Park Village' og mod øst løber 'State Highway 1', som på denne strækning er kendt som 'Dessert Road', parallelt med 'Tongariro River'. 'State Highway 47' forbinder disse to veje mod nord. Det sydlige link er 'State Highway 49'. Nordøens 'Main Trunk'-jernbane, som løber fra Auckland til Wellington passerer 'National Park Village'.

### Klima
Som det meste af New Zealand, er Tongariro nationalpark beliggende i en tempereret zone. De overvejende vestlige vinde samler vand over det Tasmanske Hav. Da vulkanerne i Tongariro nationalpark er de første højdedrag af betydning, som disse vinde møder på Nordøen, udover 'Mount Taranaki', falder der regn næsten dagligt. Forskellen i regn mod øst og mod vest, er ikke så markant som i de Sydlige Alper, fordi de tre vulkaner ikke tilhører nogen størrer bjergkæde, og vindende blot ledes mellem bjergene. I Whakapapa er det gennemsnitlige årlige regnfald omkring 2200 mm, i Ohaknue er det 1250 mm og i højere højder, som 'Iwikau Village, ligger det omkring 4900 mm. Om vinteren er der sne til omkring 1500 m. Temperaturen varierer dramatisk, selv på en dag. I Whakapapa, kan temperaturen falde under frysepunktet hele året rundt. Gennemsnitstemperaturen er 13 °C, med et maksimum på 25 °C om sommeren og et minimum på -10 °C om vinteren. Enkelte år er toppene på de tre vulkaner dækket med sne hele sommeren; på toppen af 'Mount Ruapehu, kan der findes sne hver sommer, og der findes gletsjere på toppen.

## Historie
Bjergtoppene er af stor betydning for de lokale Maori.
For at forhindre de europæiske immigranter i at udnytte bjergene forærede, Te Heuheu Tukino IV (Horonuku), den mest betydningsfulde høvding hos Māori Ngati Tuwharetoa iwi (eller klan), hjertet af den nuværende nationalpark, bestående af toppene Tongariro, Ngauruhoe og dele af Ruapehu til den engelske stat den 23. september 1887. Betingelsen var at et beskyttet område blev etableret omkring bjergene. Dette 26,4 km² store område blev betragtet som for lille til at etablere en nationalpark efter en model der lignede Yellowstone National Park i Wyoming (USA), og derfor blev der købt mere jord. Da New Zealands parlament vedtog loven 'Tongariro National Park Act' in oktober 1894, dækkede parken over et område på omkring 252,13 km², men først i 1907 var al jorden erhvervet. Da loven blev fornyet i 1922, blev parkens areal forøget til 586,8 km². Yderligere forøgelse, specielt 'Pihanga Scenic Reserve' i 1975, har forstøret parkens til dens nuværende størrelse på 795,98 km². Den sidste ændring i loven, blev vedtaget i 1980. Tingariro nationalpark har været under New Zealands 'Department of Conservation' siden dets oprettelse i 1987.
De første aktiviteter i den unge Tongariro nationalpark var konstruktionen af turisthytter i begyndelsen af det tyvende århundrede. Det var dog ikke før åbningen af jernbanen i 1908 og anlæggelsen af veje i 1930'erne at der kom et betydeligt antal af besøgende i parken. Den anden 'Tongariro National Park Act' i 1922 startede en aktiv bestræbelse på bevarelse, men det var ikke før 1931 at den første permanente parkbetjent begyndte sit arbejde. Arbejdet på vejen ind i Whakapapa valley var allerede begyndt i 1920'erne. Den første skihytte blev bygget i 1923 i en højde på 1770 m, derefter en vej, og i 1938 kom en skihejse i området. Denne tidlige turistudvikling forklarer den noget ualmindelige eksistens af en permanent beboet landsby og et fuldt udviklet skiområde inde i en nationalpark. Hotellet Chateau Tongariro, som stadig er centrum i Whakapapa i dag, blev etableret i 1929.
I det tidlige tyvende århundrede, introducerede parkadministratorer lyng i parken for rype-jagt. Ryper var dog aldrig indsat i parken, men lyngen trives, og truer de økologiske system og de lokale planter i parken. Man bestræber sig i dag på at kontrollere plantens udbredelse, men komplet udryddelse synes ikke at være sandsynligt.

## Geologi
Vulkanerne Tongariro, Ngauruhoe og Ruapehu er den sydlige ende af en 2500 km lang række af vulkaner, under hvilke den Indo-Australske Plade møder stillehavspladen.

## Aktiviteter
De største aktiviteter er vandring og klatring om sommeren, samt skiløb og snowboarding om vinteren. Der er desuden mulighed for jagt, fiskeri, mountain biking, hesteridning, rafting og flyveture over landskabet.
Den mest populære vandretur i Tongariro Nationalpark er Tongariro Crossing. Det meste af turen er en del af Tongariro Northern Circuit, en to til firedags tur, som er en af New Zealands ni Great Walks. Biture til toppene af Mt. Tongariro og Mt. Ngauruhoe er mulige på disse ture. En anden rute er tre til seksdags turen 'Round the Mountain Track' omkring Mt. Ruapehu. Udover disse er der adskillige kortere ture, egnet til endags vandreture. Med disse vandreture, tre campingpladser, to nødlæskure, ni offentlige og fire private hytter samt faciliteterne i Whakapapa, er parken veludviklet til turisme. Disse vandreture tjener også som vinterruter, og som sti til toppen af Mt. Ruapehu. Bjergklatring er også en mulighed. Snesæsonen er fra juli til tidlig november. Det største skiområde, og kaldt Whakapapa, ligger på den vestlige skråning af Mt. Ruapehu. Det har 15 hejser, og dækker et område på 55 km². Lige ved siden af skiområdet ligget 47 skiklubhytter, de fleste af dem huser også ikke-klubmedlemmer. Den næste beboelse er i bunden i Whakapapa. Et lidt mindre skiområde, kaldet Turoa, ligger på den sydvestlige skråning. Selvom det kun har 9 lifte, og et skiområde på 50 km², er det næsten lige så stort som Whakapapas. Der er dog ingen beboelse ved løjpen, den nærmeste by er Ohakune. Disse to skiområder kom under samme ledelse i 2000. Liftkort kan bruges ved begge områder, og en hejse eller løjpe mellem områderne er planlagt. Ved siden af disse store skiområder ligger også Tukino skiområdet, som er privat eget af Desert Alpine Ski Club, og Aorangi Ski Club på den sydøstlige skråning. Det har to T-lifter, og dækker et område på 1,9 km²
39°12′S 175°35′Ø / 39.200°S 175.583°Ø